# Sexsymbol

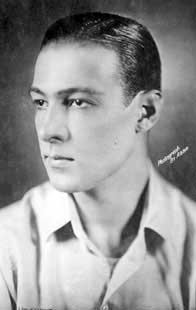
„Latin Lover“ Rudolph Valentino

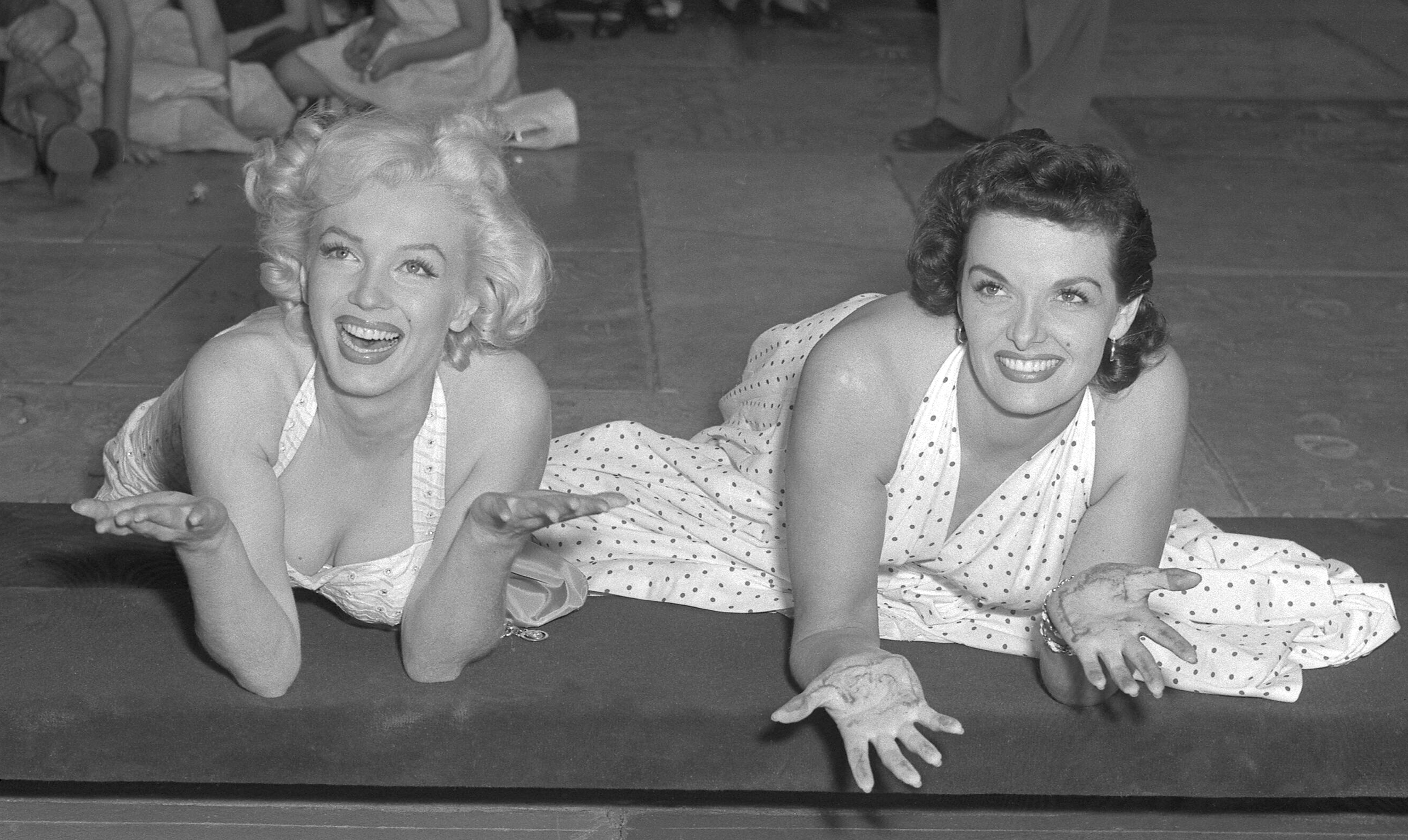
Die Sexsymbole Marilyn Monroe und Jane Russell, 1953

Ein Sexsymbol ist eine Person, die von der Allgemeinheit als sexuell attraktiv wahrgenommen wird. Der Ausdruck wurde erstmals im Jahr 1911 verwendet.

## Geschichte
Zu Sexsymbolen wurden zunächst vor allem Gestalten aus religiösen und mythologischen Texten stilisiert wie Venus, Eva (Dürers Bild: Adam und Eva), Helena, Delila, Salome oder Nymphen. Personen der Geschichte wie Madame du Barry können ebenfalls als Sexsymbol ihrer Zeit angesehen werden. Jedoch trifft der Ausdruck Schönheitsideal in den genannten Fällen eher zu.

## Sexsymbole im Medienzeitalter

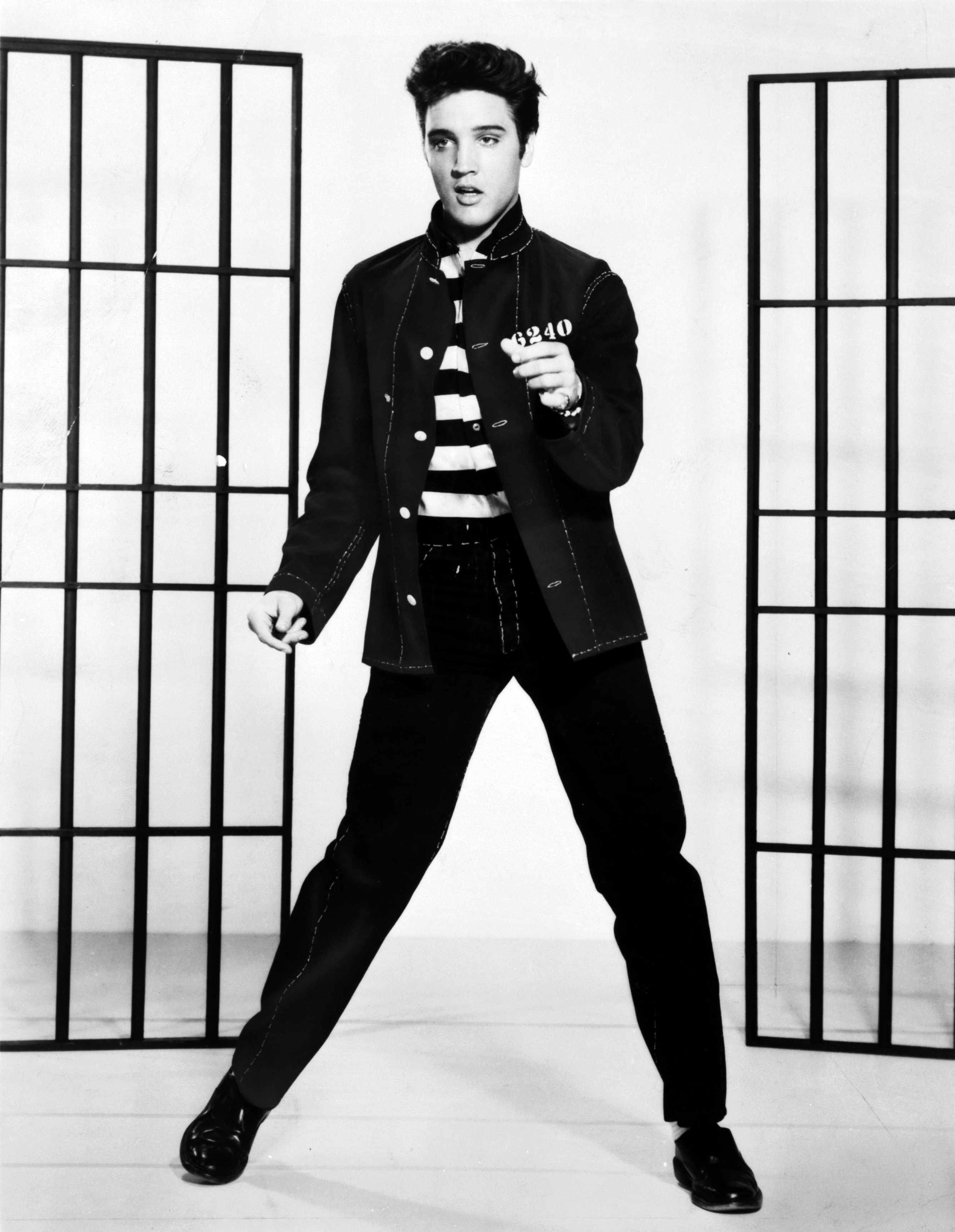
Elvis Presley, Sexsymbol der Rock-’n’-Roll-Ära, 1957

Die Filmindustrie spielte eine wichtige Rolle bei der Entstehung von Sexsymbolen. Sie verbreitete das Bild der schönen Menschen in der Welt, speziell in der Zeit des Stummfilms, als noch keine Sprachbarrieren existierten. Eines der ersten Sexsymbole war die dänische Schauspielerin Asta Nielsen in den 1910er und 1920er Jahren.
William Fox (er gründete 1915 die Fox Film Corporation) entdeckte das Potential der bis dahin unbekannten Schauspielerin Theda Bara (1885–1955) und baute sie ab 1915 mit einer bis dahin beispiellosen Publicity-Kampagne zum ersten Vamp bzw. Sexsymbol der Kinogeschichte auf. Weitere Stars aus der Frühzeit des Studios waren Betty Blythe (1887–1972) und die Schwimmerin Annette Kellermann (1887–1975).

### Sexsymbole im Hollywood-Kino

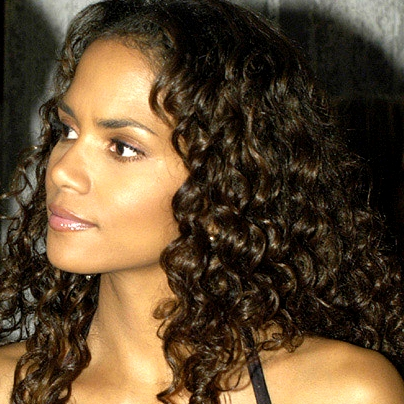
Halle Berry (2004 Hamburg), 2009 die „schönste dunkelhäutige Frau der Welt“

Das Hollywood-Kino brachte (mit) die ersten Sexsymbole hervor: den Tänzer und Schauspieler Rudolph Valentino (1895–1926) in den 1920er sowie Jean Harlow (1911–1937) in den 1930er Jahren. Harlow stellte sexuelle Reize nicht durch einen Mangel an Textilien, sondern durch zweideutige Situationen und Dialoge in ihren Filmen dar. Ihr folgten Mae West, Marlene Dietrich sowie die „Liebesgöttin“ Rita Hayworth (1918–1987) als Sexsymbole. Die Zensur ließ keine allzu gewagten Filmszenen zu. So deutet Hayworth in Gilda (1946) einen Striptease nur an, indem sie einen ihrer Handschuhe auszieht. Marlene Dietrich äußerte sich später:
„Damals sprach man nicht über Sex. Sex war tabu zur Zeit der Glamour Girls. Mae West sagte einmal zu mir: ‚Wir müssen alles mit den Augen machen‘. Und so machten wir es dann auch.“
In den 1940er Jahren lockerte sich die Moral an verschiedenen Stellen. Pin-up-Girls wurden beliebt und ein Teil der Massenmedien. Vor allem Soldaten trugen zu einer weiten Verbreitung bei, als Sexsymbol galt hier insbesondere Bettie Page. Die Sexbombe (im Amerikanischen „bombshell“) war ein beliebter Hingucker im Kino. Stars wie Jayne Mansfield (1933–1967) stellten ihren Sexappeal offen zur Schau. Marilyn Monroe (1926–1962), die ihre Karriere als Pin-up-Model sowie in ihren früheren Nebenrollen als Sexbombe startete, gilt bis heute als das Sexsymbol. Männliche Idole wie Gary Cooper (1901–1961), Clark Gable (1901–1960) und Sean Connery (1930–2020) galten als „Frauenschwarm“ oder „Herzensbrecher“. Auch eine konservative Reaktion in den 1950er Jahren konnte die fortschreitende Sexualisierung nicht aufhalten. Je freizügiger das Kino wurde, umso mehr spielte der perfekte Körper eine wichtige Rolle, um von den Medien als Sexsymbol vermarktet werden zu können. Seit Ende der 1960er Jahre waren Nacktszenen im Film gängiges Stilmittel.
Weiterhin konnten vor allem Frauen mit nur einer einzigen freizügigen Rolle das Image eines Sexsymbols erlangen, so Kim Basinger in 9½ Wochen (1986), Carré Otis in Wilde Orchidee (1989) oder Sharon Stone in Basic Instinct (1992). Brad Pitt, David Hasselhoff, George Clooney, Angelina Jolie, Megan Fox, Pamela Anderson, Scarlett Johansson und Margot Robbie stehen heutzutage durchaus in der Tradition populärer Sexsymbole wie Valentino, Hayworth oder Monroe. Seit den 1980er Jahren traten neben Schauspielerinnen immer vermehrter auch Fotomodelle.
In Europa bildeten sich eigene Formen der Sexsymbole heraus. Mit Gina Lollobrigida (1927–2023) und Sophia Loren aus Italien und Brigitte Bardot aus Frankreich machten mehrere europäische Schauspielerinnen auch als Sexsymbol Weltkarriere. Daneben stehen zumeist europäische Darstellerinnen, die als „Bond-Girl“ in den Bond-Filmen auftraten (Ursula Andress, Honor Blackman, Claudine Auger, Diana Rigg, Britt Ekland, Barbara Bach, Corinne Cléry, Maud Adams, Barbara Carrera, Tanya Roberts, Grace Jones, Maryam d’Abo, Famke Janssen, Denise Richards, Halle Berry, Eva Green, Olga Kurylenko, Léa Seydoux, Monica Bellucci). Auch im Genre des Erotikfilms der 1970er und 1980er Jahre wurden einige Sexsymbole hervorgebracht, allen voran die mehrfache Emmanuelle-Darstellerin Sylvia Kristel (1952–2012). Mit der Britin Samantha Fox brachte es ein Aktmodell zu einer vergleichsweise großen Popularität.
Auch heute ist das Medium Film noch wichtig, obwohl Sexsymbole oft durch das Fernsehen kreiert und verbreitet werden, beispielsweise durch Seifenopern oder Musikvideos. Viele Supermodels der Modeindustrie und auch Spitzensportler werden ebenfalls als Sexsymbole angesehen. Jugendliche sehen ihre Idole ebenfalls oft als Sexsymbole an; insbesondere Mitglieder von „Boygroups“ oder „Girlgroups“ werden von ihren Fans oft so wahrgenommen. Auch wenn Fans die sexuelle Anziehung meist auf ein Mitglied der Gruppe projizieren, so wird doch meist die gesamte Gruppe assoziativ als sexuell attraktiv wahrgenommen und erhält den Status eines Sexsymbols.

## Fiktive Figuren als Sexsymbole
Fiktive animierte und/oder virtuelle Figuren werden manchmal auch so populär, dass sie zu einem Sexsymbol werden. Die Cartoon-Figur Betty Boop aus den 1930er Jahren gilt als erstes fiktives Sexsymbol. Speziell von Liebhabern der japanischen Anime, Manga oder Computerspielen (Erogē, Ren’ai-Adventure, Ren’ai-Simulationen), die japanisch als Otaku bezeichnet werden, erscheinen regelmäßig fiktive Charaktere (Bishōjo bzw. Bishōnen) in von Fans produzierten Dōjinshi. Dabei sind einige erotischer (Ecchi) oder pornografischer (Hentai) Natur.
Neben Anime und Manga sind auch westliche Zeichentrick-Figuren und Figuren von Videospielen die Quelle für eine Anzahl fiktiver Sexsymbole. Beispiele hierfür sind u. a. der Computerspiel-Charakter Lara Croft und zahlreiche Superhelden aus „Comics“ und deren späteren Verfilmungen, wie z. B. Catwoman oder Superman.
Die Spielzeugfigur Barbie wird im Allgemeinen auch als Verkörperung eines Sexsymbols angesehen.

## Androgyne Sexsymbole
In einigen Fällen erhalten Personen, die androgyne Züge zeigen, ebenfalls den Status eines Sexsymbols. Ein populäres Beispiele hierfür ist der Musiker David Bowie.